# خط لوله پارس
خط لولهٔ پارس (به انگلیسی: Persian pipeline) خط لوله‌ای به طول ۱٬۷۴۵ کیلومتر است که برای انتقال گاز ایران به اروپا از مسیر ترکیه قرار است ساخته شود.
هدف از اجرای این طرح، انتقال روزانه ۱۱۰ میلیون مترمکعب گاز طبیعی تولید شده از پنج فاز ۲۰ تا ۲۴ میدان پارس‌جنوبی در خلیج فارس به اروپا است.
خط لولهٔ پارس از ایران آغاز و با عبور از ترکیه به یونان، ایتالیا و سوییس کشیده می‌شود و پس از آن به اتریش و آلمان نیز می‌رسد. بدین طریق کاملاً خط لوله بدون عبور از اروپای شرقی خواهد بود و تمام کشورهای مسیر گاز ایران را دریافت خواهند کرد.
ایران از ذخایر گازی میدان پارس‌جنوبی برای تأمین منابع مورد نیاز این پروژه استفاده می‌کند.
ایران به عنوان دارنده دومین ذخایر بزرگ گازی دنیا، قصد دارد صادرات گازی خود به اروپا را به‌جای ال.ان.جی از طریق خطوط لوله انجام دهد. 
ذخایر اثبات شده گاز طبیعیی ایران برابر با ۲۷٫۸ تریلیون متر مکعب است و پس از روسیه در جایگاه دوم جهان قرار دارد. در سال ۲۰۰۷ استخراج گاز طبیعی در ایران ۱۱۱٫۹ میلیارد متر مکعب و مصرف گاز ۱۱۱٫۸ میلیارد متر مکعب بود.
گفتنی است، در سبد سوختی ایران سهم گاز ۵۵ درصد، نفت ۴۲ درصد، انرژی آبی ۲ درصد و زغال یک درصد است.